# Escut de Regencós
L'escut oficial de Regencós té el següent blasonament:
Escut caironat: de gules, sembrat de creuetes d'argent; ressaltant sobre el tot una muralla torrejada de 2 torres d'or. Per timbre una corona mural de poble.

## Història
Va ser aprovat el 25 de febrer de 1997 i publicat al DOGC el 27 de març del mateix any amb el número 2360.
La muralla torrejada representa el recinte medieval que envoltava el poble, del qual encara ara en queden dues torres. Regencós va pertànyer als Cruïlles, barons de Peratallada; precisament l'escut reprodueix les seves armes parlants, el sembrat de creuetes d'argent sobre camper de gules.